# Marie Cibulková
Marie Cibulková (1. listopadu 1888 Praha[zdroj?] – 11. října 1944 Drážďany) byla česká odbojářka a sokolská činovnice, popravená nacisty. Byla aktivní členkou České strany národně socialistické, předsedkyní spolku Ochrana matek a dětí a důvěrnicí sociální péče o mládež v rámci tehdejší Prahy XIV. V roce 1920 se stala zakládající členkou a náčelnicí Sokola v Nuslích a župní místonáčelnicí. Bydlela v nynější Sinkulově ulici. Od roku 1939 ukrývala účastníky odboje proti třetí říši. Opatřovala jim legitimace s krycími jmény a jiné doklady. Ukrývala zbraně pro připravované protiněmecké povstání a napomáhala i čs. parašutistům, kteří provedli v květnu roku 1942 atentát na říšského protektora Reinharda Heydricha.
Coby členka odbojové skupiny Alex byla v červnu 1944 zatčena gestapem, deportována do říše a v říjnu roku 1944 popravena v Drážďanech.

## Plaketa věnovaná památce Marie Cibulkové

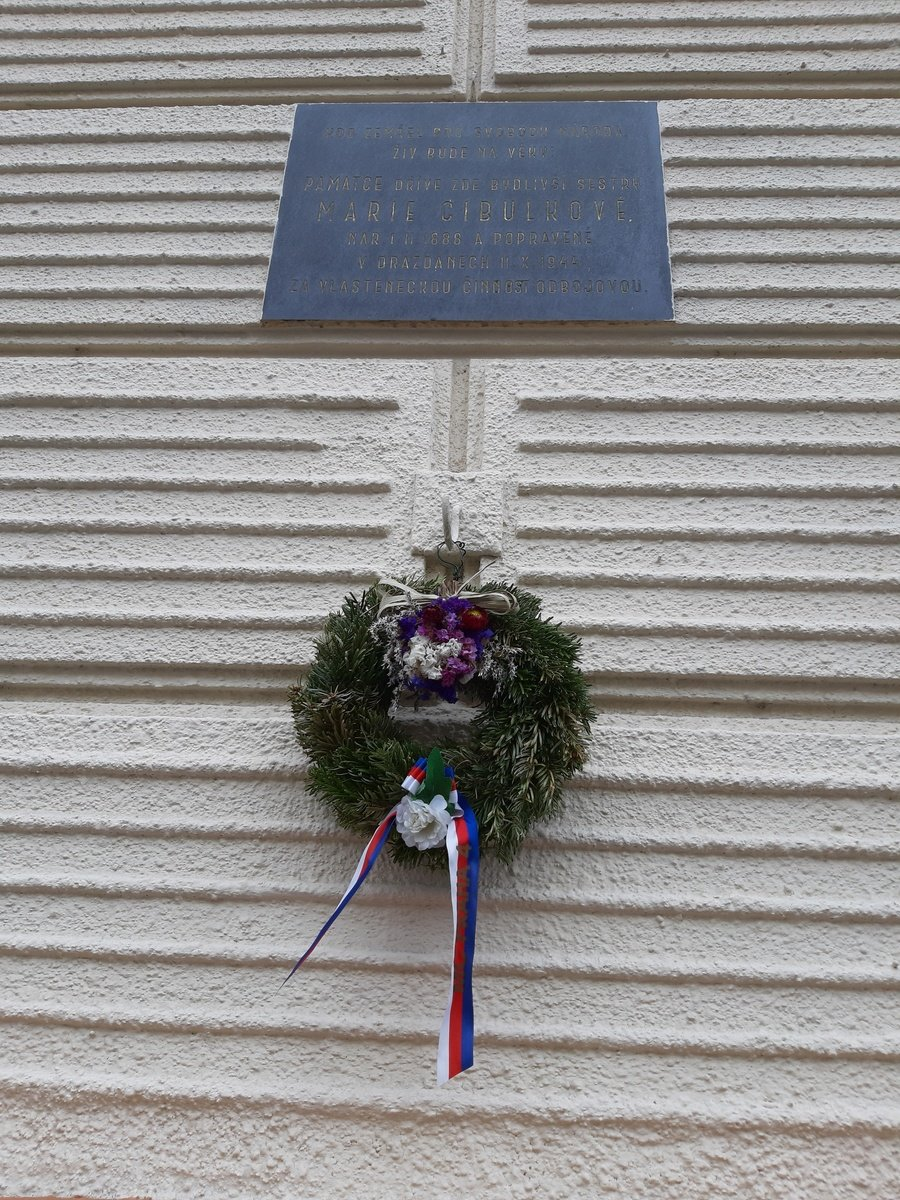
Pamětní deska Marie Cibulkové.
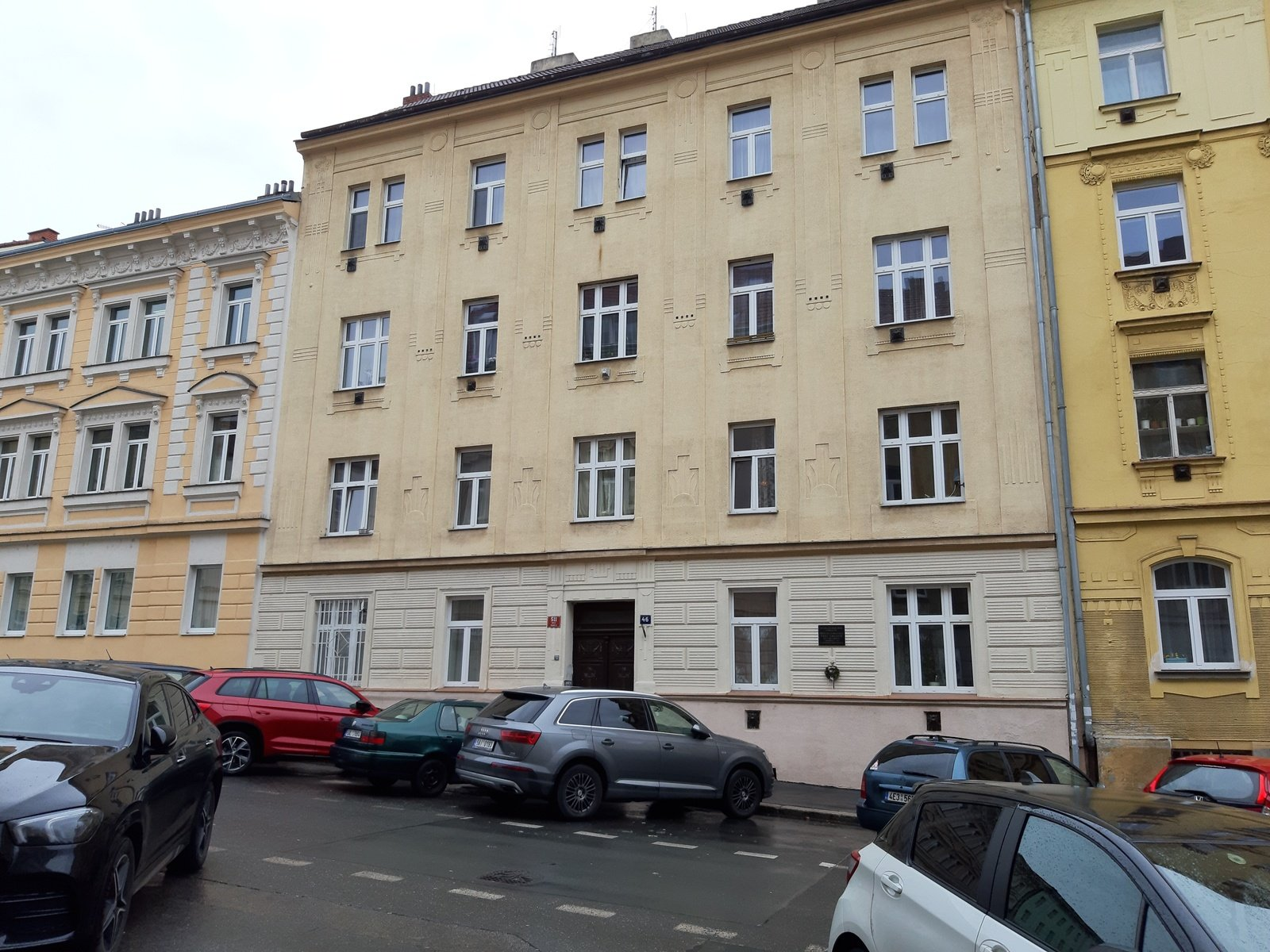
Dům Sinkulova 511/46, kde je pamětní deska umístěna.